# مونتي سيمونز
مونتي سيمونز (بالإنجليزية: Monte Simmons)‏ هو لاعب كرة قدم أمريكية أمريكي، (ولد في Swissvale, Pennsylvania ‏ في الولايات المتحدة 1989  م).

## وصلات خارجية
- مونتي سيمونز على موقع مرجع كرة القدم المحترفة.كوم (الإنجليزية)